# Jota Cancri
Jota Cancri (ι Cnc, ι Cancri), som också är stjärnans Bayerbeteckning, är en dubbelstjärna i stjärnbilden Kräftan. Den är belägen omkring 300 ljusår från solen.
De två stjärnorna i ι Cancri är separerade med 30 bågsekunder med endast långsam förändring. Även om ingen omloppsbana har observerats, visar de två stjärnorna en stor gemensam rörelse som antas vara gravitationsrelaterad.

## Egenskaper
Den ljusare stjärnan, ι Cancri A, är en gul ljus jättestjärna av spektraltyp G med en skenbar magnitud på 4,02. Den är en mild bariumstjärna som antas bildad genom massöverföring av anrikat material från en stjärna i asymptotiska jättegrenen till en mindre utvecklad följeslagare. Ingen sådan givare har upptäckts i ι Cancri-systemet, men det antas att det finns en osynlig vit dvärg.
Den svagare av de två stjärnorna ι Cancri B, är en vit dvärg i huvudserien av spektraltyp A med en skenbar magnitud på 6,57. Den är en skalstjärna, omgiven av material utkastat genom dess snabba rotation.

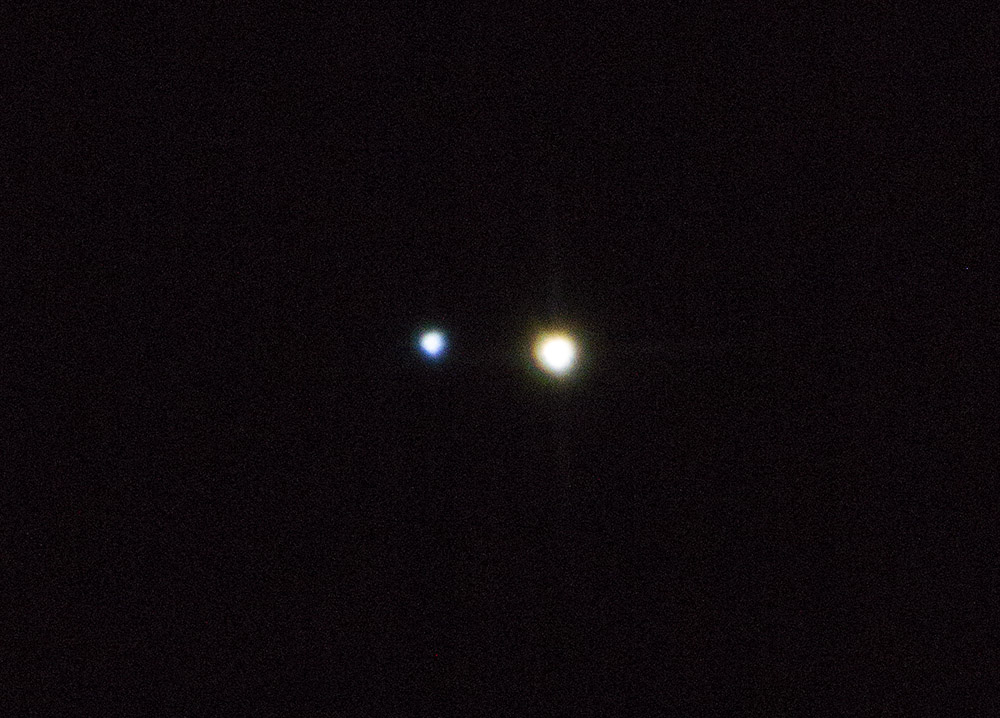
ι Cancri A och B (Jeffrey Fisher).